# 20 (číslo)
Dvacet je přirozené číslo. Následuje po číslu devatenáct a předchází číslu dvacet jedna. Řadová číslovka je dvacátý. Římskými číslicemi se zapisuje XX. Tutéž číselnou hodnotu má i hebrejské písmeno kaf.

## Matematika
Dvacet je
- počet stěn dvacetistěnu
- počet vrcholů dvanáctistěnu
- součet tří Fibonacciho čísel (2 + 5 + 13 = 20)
- abundantní číslo

## Chemie
- 20 je atomové číslo vápníku

## Ostatní
- mléčný chrup má 20 zubů
- člověk má 20 prstů
- několik (starověkých) civilizací používalo dvacítkovou soustavu, např.
  - Mayové (Střední Amerika, viz také Mayská dvacítková soustava)
  - Inuité (Severní Amerika)
  - Munda (Indie)
- řada jazyků má speciální pojmenování pro čísla do 20
- +20 je mezinárodní telefonní předvolba Egypta

## Roky
- 20
- 20 př. n. l.
- 1920
- 2020